# Fritz Hart
Fritz Bennicke Hart (* 11. Februar 1874 in London; † 9. Juli 1949 in Honolulu) war ein englischer Komponist und Dirigent.
Fritz Hart war Chorknabe an der Westminster Abbey. Von 1893 bis 1896 studierte er bei Charles Stanford am Royal College of Music. Danach wirkte er als Theaterkapellmeister. 1908 übersiedelte er nach Australien, wo er ab 1915 das Albert Street Conservatory in Melbourne leitete. Seit 1932 bis zu seinem Tode war er Dirigent des Honolulu Symphonie Orchestra, zugleich wirkte er 1936 bis 1942 als Professor an der Universität von Hawaii.
Er komponierte zehn Opern, eine Sinfonie, zwei Orchestersuiten, eine Ouvertüre, drei Orchesterfantasien, kammermusikalische Werke, Lieder und Volksliedbearbeitungen.